# Disteluitbreekkommetje
Het disteluitbreekkommetje (Pyrenopeziza carduorum) is een schimmel uit de familie Ploettnerulaceae. Het komt voor op ruigtevegetatie en vuilnisbelten. Het leeft saprotroof op stengels van distel (o.a. Akkerdistel).

## Kenmerken
De asci meten 45-75x8-9 µm. De ascosporen zijn 0(1) septaat en meten 15-20 × 2-3 µm.

## Verspreiding
In Nederland komt het brandneteluitbreekkommetje vrij zeldzaam voor.